# 鎧島村
鐙島村（あぶしまむら）は、かつて新潟県中魚沼郡にあった村。

## 沿革
- 1889年（明治22年）4月1日 - 町村制施行に伴い中魚沼郡北鐙坂村、高島村、南鐙坂村（一部）が合併し、鐙島村が発足。
- 1902年（明治35年）4月1日 - 中魚沼郡吉田村、真田村と合併し、吉田村を新設して消滅。